# 주온 part 1
주온 1부는 1999년에 제작한 일본 공포영화로 시미즈 다카시가 연출한 비디오판 주온을 연출했다. 드라마으로는  넷플릭스 드라마다. 이 드라마에도 비디오판 실화인 턱 없는 소녀가 잠시 등장한다

## 4번째 에피소드
칸나(무라카미)는 중 2학년 중학생으로 어머니 노리코와 오빠 츠요시가 있다.  학교에 등교했으며 정체불명이 칸나의 턱을 잡아 뜯어 턱 빠진 귀신이 된 후 집으로 들어와서 어머니 노리코가 누구냐고 한 마디를 하는 순간 뒤를 돌아보는데 턱이 통째로 없어진 칸나 였으며 환청과 심장마비로 사망한다

턱이 없는 칸나의 내용은 주온 시리즈의 가장 충격적인 장면 중 하나로, 다음과 같이 설명된다: 턱이 없는 칸나의 장면은 주온 시리즈의 4번째 에피소드에서 가장 유명한 장면으로, 2000년대 초반 공포 영화 동호회 사이트를 수놓았던 주옥같은 사진들 중 하나다. 이 장면은 다음과 같이 진행된다:
1. 칸나의 죽음: 무라카미 칸나와 친구 요시다는 토끼에게 먹이를 주러 갔다가 요시다는 죽고, 칸나는 턱이 뜯어진 채 빙의를 당하게 된다
2. 칸나의 어머니: 칸나의 어머니가 집으로 돌아오는 모습이 비춰지며, 편지를 옆에 놓았는데 누군가로부터 츠요시를 찾는 전화가 온다. 집에 아무도 없는 것을 확인하고 없다고 말하는데, 누군가가 들어온다. 피칠갑을 하고 옷은 다 찢어졌는데 묻는 대답엔 대답도 안 한다. 그런 모습으로 계단을 올라가다 뒤를 돌아보는데 바로 턱이 없는 칸나가 나타난다.
3. 칸나의 어머니의 죽음: 칸나의 어머니는 절규하고 장면이 바뀌는데, 이후 다른 사람들의 발언들을 보면 사망한 것이 확실하다.

이 장면은 주온 시리즈의 상징적인 장면으로, 특히 턱이 빠진 채로 나타나는 칸나의 모습이 매우 충격적이다. 이 장면은 헐리우드판 리메이크 버전인 '그루지'에서도 요코의 하관 실종으로 재현되었다.

## 줄거리
이 모든 사건은 만삭의 아내를 둔 학교 선생님 고바야시가 가족 지도를 위해  본인의 반이였던 토시오의 집을 방문하면서 시작된다. 토시오는 수상한 행동을 하고 갑자기 고양이 울음소리를 흉내낸다. 한편 칸나의 집에서 수업을 하던 유키는 밖에서 들려오는 고양이 소리에 끊임없이 신경을 쓰인다. 칸나가   학교에 간 사이  최악의 공포는 토시오의 집과 칸나의 집, 학교를 동시에 덮친다.